# Jearl Miles-Clark
Jearl Atawa Miles-Clark (Gainesville, 4 settembre 1966) è un'ex velocista e mezzofondista statunitense, specializzata nei 400 e negli 800 metri piani.
In carriera è stata campionessa olimpica della staffetta 4×400 metri ad Atlanta 1996 e a Sydney 2000, nonché campionessa mondiale della stessa specialità in tre occasioni. Ha conquistato anche un titolo iridato nei 400 metri piani in occasione dei Mondiali di Stoccarda 1993.

## Palmarès
| Anno | Manifestazione      | Sede        | Evento      | Risultato  | Prestazione | Note                                     |
| ---- | ------------------- | ----------- | ----------- | ---------- | ----------- | ---------------------------------------- |
| 1989 | Mondiali indoor     | Budapest    | 400 m piani | Semifinale | 53"28       |                                          |
| 1989 | Universiadi         | Duisburg    | 400 m piani | Argento    | 52"41       |                                          |
| 1989 | Universiadi         | Duisburg    | 4×400 m     | Oro        | 3'26"48     |                                          |
| 1991 | Mondiali indoor     | Siviglia    | 400 m piani | 5ª         | 52"00       | Miglior prestazione personale            |
| 1991 | Mondiali indoor     | Siviglia    | 4×400 m     | Bronzo     | 3'29"00     | Record nord-centroamericano              |
| 1991 | Giochi panamericani | L'Avana     | 400 m piani | Bronzo     | 50"82       |                                          |
| 1991 | Mondiali            | Tokyo       | 400 m piani | 5ª         | 50"50       |                                          |
| 1991 | Mondiali            | Tokyo       | 4×400 m     | Argento    | 3'20"15     |                                          |
| 1992 | Giochi olimpici     | Barcellona  | 400 m piani | Semifinale | 50"57       |                                          |
| 1992 | Giochi olimpici     | Barcellona  | 4×400 m     | Argento    | 3'20"92     |                                          |
| 1993 | Mondiali indoor     | Toronto     | 400 m piani | Bronzo     | 51"37       | Miglior prestazione personale            |
| 1993 | Mondiali            | Stoccarda   | 400 m piani | Oro        | 49"82       |                                          |
| 1993 | Mondiali            | Stoccarda   | 4×400 m     | Oro        | 3'16"71     | Record dei campionati                    |
| 1995 | Mondiali indoor     | Barcellona  | 400 m piani | 5ª         | 52"01       |                                          |
| 1995 | Mondiali            | Göteborg    | 400 m piani | Bronzo     | 50"00       |                                          |
| 1995 | Mondiali            | Göteborg    | 4×400 m     | Oro        | 3'22"39     |                                          |
| 1996 | Giochi olimpici     | Atlanta     | 400 m piani | 5ª         | 49"55       |                                          |
| 1996 | Giochi olimpici     | Atlanta     | 4×400 m     | Oro        | 3'20"91     |                                          |
| 1997 | Mondiali indoor     | Parigi      | 400 m piani | Oro        | 50"96       | Miglior prestazione mondiale stagionale  |
| 1997 | Mondiali indoor     | Parigi      | 4×400 m     | Argento    | 3'27"66     | Record nord-centroamericano              |
| 1997 | Mondiali            | Atene       | 400 m piani | Bronzo     | 49"90       |                                          |
| 1997 | Mondiali            | Atene       | 4×400 m     | Argento    | 3'21"03     | Miglior prestazione personale stagionale |
| 1999 | Mondiali indoor     | Maebashi    | 400 m piani | Bronzo     | 51"45       |                                          |
| 1999 | Mondiali            | Siviglia    | 800 m piani | 4ª         | 1'57"40     |                                          |
| 1999 | Mondiali            | Siviglia    | 4×400 m     | Argento    | 3'22"09     | Miglior prestazione personale stagionale |
| 2000 | Giochi olimpici     | Sydney      | 800 m piani | Semifinale | 1'59"44     |                                          |
| 2000 | Giochi olimpici     | Sydney      | 4×400 m     | Oro        | 3'22"62     |                                          |
| 2001 | Mondiali            | Edmonton    | 4×400 m     | 4ª         | 3'26"88     |                                          |
| 2003 | Mondiali            | Saint-Denis | 800 m piani | Batteria   | 2'04"21     |                                          |
| 2003 | Mondiali            | Saint-Denis | 4×400 m     | Oro        | 3'22"63     | Miglior prestazione mondiale stagionale  |
| 2004 | Giochi olimpici     | Atene       | 800 m piani | 6ª         | 1'57"27     | Miglior prestazione personale stagionale |

## Campionati nazionali
- 4 volte campionessa nazionale dei 400 metri piani (1993, 1995, 1997, 2002)
- 4 volte campionessa nazionale degli 800 metri piani (1998, 1999, 2003, 2004)
- 3 volte campionessa nazionale indoor dei 400 metri piani (1997, 1998, 1999)
- 1 volta campionessa nazionale indoor degli 800 metri piani (2001)

## Altre competizioni internazionali
1989
- 4ª in Coppa del mondo ( Barcellona), 4×400 m - 3'27"29

1992
- Oro in Coppa del mondo ( L'Avana), 400 m piani - 50"64
- 4ª in Coppa del mondo ( L'Avana), 4×400 m - 3'33"43

1994
- 4ª alla Grand Prix Final ( Parigi), 400 m piani - 50"37
- Bronzo in Coppa del mondo ( Londra), 400 m piani - 51"24

1996
- 4ª alla Grand Prix Final ( Milano), 400 m piani - 50"31

1997
- 5ª alla Grand Prix Final ( Fukuoka), 800 m piani - 2'00"37

1998
- 4ª in Coppa del mondo ( Johannesburg), 800 m piani - 2'01"58
- 4ª in Coppa del mondo ( Johannesburg), 4×400 m - 3'25"34

2002
- Bronzo alla Grand Prix Final ( Parigi), 400 m piani - 51"48
- Argento in Coppa del mondo ( Madrid), 400 m piani - 50"27

2004
- Argento alla World Athletics Final ( Monaco), 800 m piani - 2'01"73